# Oleksandr Halkin

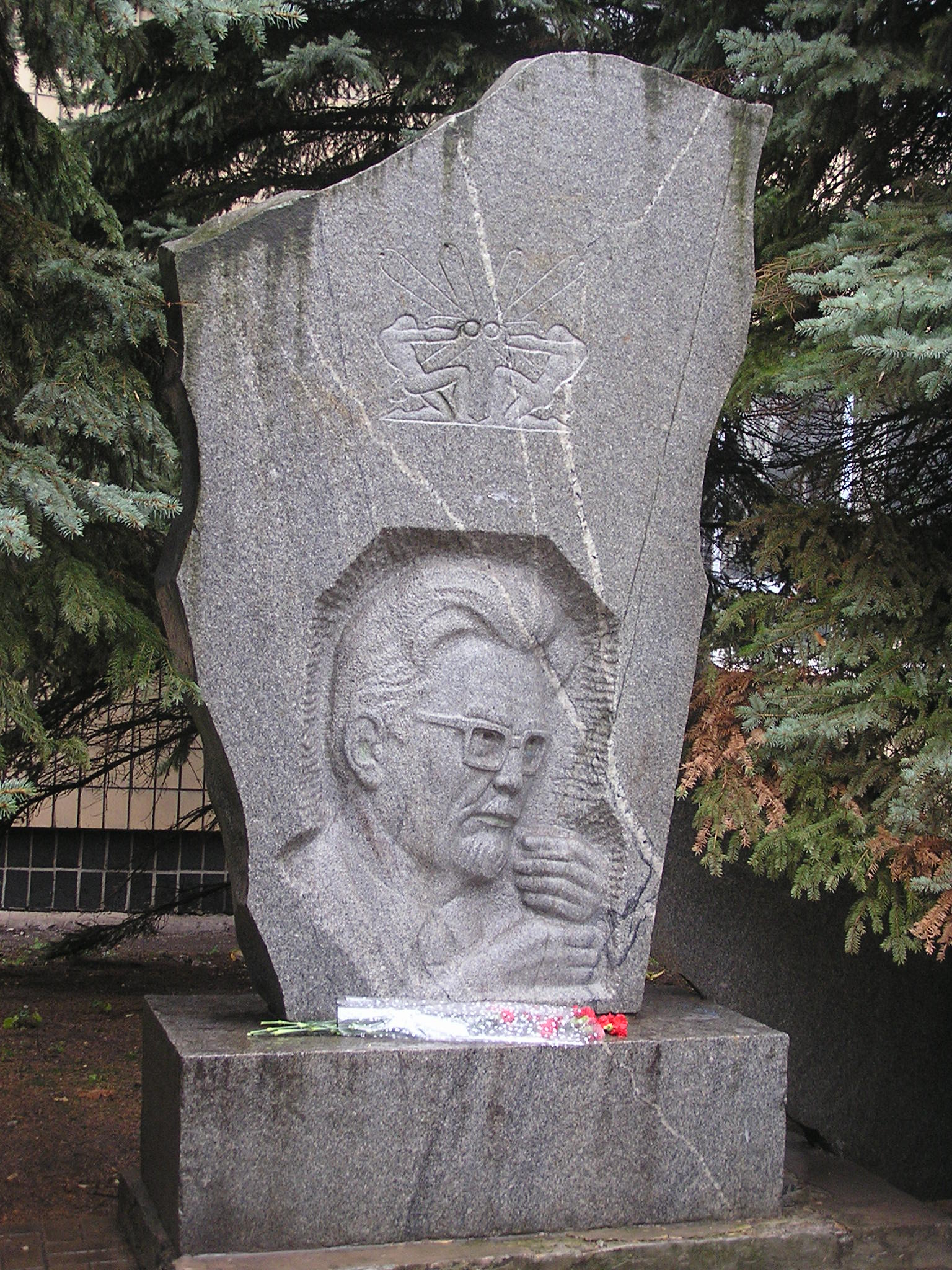
Galkin-Denkmal in Donezk

Oleksandr Oleksandrowytsch Halkin (* 4. Julijul. / 17. Juli 1914greg. in Berdjansk; † 22. Oktober 1982 in Donezk) war ein ukrainischer Festkörperphysiker und Hochschullehrer.

## Leben
Halkin studierte an der Universität Charkow mit Abschluss 1939.
1937–1960 arbeitete Halkin im Charkower Physik-und-Technik-Institut der Akademie der Wissenschaften der Ukraine, unterbrochen 1941–1945 durch seine Teilnahme am Deutsch-Sowjetischen Krieg. 1945 war er an der Entdeckung von Diodeneigenschaften von Supraleitern beteiligt. 1955 wurde er zum Doktor der physikalisch-technischen Wissenschaften promoviert. 1957 war er an der Entdeckung der Zyklotronresonanz in Zinn und Blei beteiligt sowie 1958 an der Entdeckung der Dispersion der Schallgeschwindigkeit im Magnetfeld, 1959 an der Entdeckung der Oszillationen des Ultraschall-Absorptionskoeffizienten und 1960 an der Entdeckung der Anisotropie der Energielücke des supraleitenden Zinns.
1960 initiierte Halkin zusammen mit B. I. Werkin, B. N. Eselsohn und I. M. Dmitrenko die Gründung des Instituts für Tieftemperaturphysik und -technik der Akademie der Wissenschaften der Ukraine in Charkow, dessen Direktorstellvertreter Galkin wurde (und das nun Werkins Namen trägt). Galkin wirkte mit an der Entdeckung des Rashba-Effekts in Halbleitern 1965 durch E. I. Raschba im Halbleiter-Institut der Akademie der Wissenschaften der Ukraine.
1965 wurde Halkin Mitglied der Akademie der Wissenschaften der Ukraine und gründete das Donezker Physik-und-Technik-Institut der Akademie der Wissenschaften der Ukraine, das er bis zu seinem Tode leitete. Forschungsschwerpunkte wurden Festkörperphysik, Physik der kondensierten Materie, Mikrowellenspektroskopie, Supraleitung und Physik hoher Drücke. Im Institut gründete Galkin eine Schule für Physik hoher Drücke und für Festkörperspektroskopie. 1970 stellte er die thermodynamische Stabilität der Domänenstruktur in antiferromagnetischen Materialien fest. 1971 entdeckte er die irreversible Induzierung neuer ferromagnetischer Zustände durch ein starkes Magnetfeld. 1972 entwickelte Galkin eine Methode zur instationären Hydro-Extrusion. 1977 entdeckte er die Doppleron-Phonon-Resonanz in Kadmium und Molybdän.
Auf Halkins Initiative lehrten die führenden Wissenschaftler des Donezker Physik-und-Technik-Instituts in der Physik-Fakultät der Universität Donezk und zogen neue Mitarbeiter für das Institut heran. Auch Galkin selbst war Professor an der Universität Donezk.
1994 wurde das Donezker Physik-und-Technik-Institut nach Alexander Alexandrowitsch Galkin benannt. Vor dem Institut wurde sein Denkmal aufgestellt.

## Ehrungen
- Staatspreis der Ukrainischen Sozialistischen Sowjetrepublik (USSR) (1971) zusammen mit W. G. Barjachtar, S. N. Kowner und J. P. Stefanowski für die Entdeckung sowie die experimentelle und theoretische Untersuchung des Zwischenzustandes antiferromagnetischer Materialien
- K. D. Sinelnikow-Preis (1975) zusammen mit E. A. Sawadski für die Induzierung eines neuen Materialzustandes durch ein starkes Magnetfeld
- Staatspreis der USSR (1982) zusammen mit W. P. Burjak und N. I. Matrossow für die Entwicklung und Untersuchung von Supraleitern mit verbesserten Eigenschaften